# Le Mans Series 2010
Navigation
Édition précédente Édition suivante
L'édition 2010 de Le Mans Series se déroule du 11 avril au 12 septembre 2010 sur un total de cinq manches.

## Calendrier saison 2010
Les 1 000 km de Silverstone comptent aussi pour l'Intercontinental Le Mans Cup qui débute avec trois courses en 2010. Il s'agit de la première course de cette nouvelle compétition.
| Manche | Course                                   | Circuit           | Date         |
| ------ | ---------------------------------------- | ----------------- | ------------ |
| 1      | 8 heures du Castellet                    | Paul Ricard       | 11 avril     |
| 2      | 1 000 km de Spa                          | Spa-Francorchamps | 9 mai        |
| 3      | 1 000 km d’Algarve (Course de nuit)      | Algarve           | 17 juillet   |
| 4      | 1 000 km du Hungaroring (Course de nuit) | Hungaroring       | 22 août      |
| 5      | 1 000 km de Silverstone                  | Silverstone       | 12 septembre |

## Résultats
Vainqueur du classement général en caractères gras
| Manche | Circuit           | Équipe victorieuse LMP1                          | Équipe victorieuse LMP2                 | Équipe victorieuse FLM                             | Équipe victorieuse GT1                            | Équipe victorieuse GT2      | Résultats |
| Manche | Circuit           | Pilotes victorieux LMP1                          | Pilotes victorieux LMP2                 | Pilotes victorieux FLM                             | Pilotes victorieux GT1                            | Pilotes victorieux GT2      | Résultats |
| ------ | ----------------- | ------------------------------------------------ | --------------------------------------- | -------------------------------------------------- | ------------------------------------------------- | --------------------------- | --------- |
| 1      | Paul Ricard       | N°7 Audi Sport Team Joest                        | N°42 Strakka Racing                     | N°49 Applewood Seven                               | N°50 Larbre Compétition                           | N°77 Team Felbermayr-Proton | résultats |
| 1      | Paul Ricard       | Allan McNish Rinaldo Capello                     | Danny Watts Nick Leventis Jonny Kane    | Damien Toulemonde David Zollinger Ross Zampatti    | Gabriele Gardel Patrice Goueslard Julien Canal    | Marc Lieb Richard Lietz     | résultats |
| 2      | Spa-Francorchamps | N°3 Team Peugeot Total                           | N°40 Quifel ASM Team                    | N°47 Hope Polevision Racing                        | N°70 Marc VDS Racing Team                         | N°77 Team Felbermayr-Proton | résultats |
| 2      | Spa-Francorchamps | Sébastien Bourdais Pedro Lamy Simon Pagenaud     | Miguel Amaral Olivier Pla Warren Hughes | Wolfgang Kaufmann Steve Zacchia Luca Moro          | Eric de Doncker (en) Bas Leinders Markus Palttala | Marc Lieb Richard Lietz     | résultats |
| 3      | Algarve           | N°4 Team Oreca-Matmut                            | N°25 Ray Mallock Ltd.                   | N°44 DAMS                                          | N°50 Larbre Compétition                           | N°96 AF Corse               | résultats |
| 3      | Algarve           | Olivier Panis Nicolas Lapierre Stéphane Sarrazin | Mike Newton Thomas Erdos Ben Collins    | Jody Firth Warren Hughes                           | Gabriele Gardel Patrice Goueslard Fernando Rees   | Gianmaria Bruni Jaime Melo  | résultats |
| 4      | Hungaroring       | N°5 Beechdean Mansell                            | N°42 Strakka Racing                     | N°43 DAMS                                          | N°50 Larbre Compétition                           | N°77 Team Felbermayr-Proton | résultats |
| 4      | Hungaroring       | Greg Mansell Leo Mansell                         | Danny Watts Nick Leventis Jonny Kane    | Andrea Barlesi Alessandro Cicognani Gary Chalandon | Gabriele Gardel Patrice Goueslard Fernando Rees   | Marc Lieb Richard Lietz     | résultats |
| 5      | Silverstone       | N°1 Team Peugeot Total                           | N°42 Strakka Racing                     | N°44 DAMS                                          | N°50 Larbre Compétition                           | N°96 AF Corse               | résultats |
| 5      | Silverstone       | Nicolas Minassian Anthony Davidson               | Danny Watts Jonny Kane Nick Leventis    | Jody Firth Warren Hughes                           | Gabriele Gardel Patrice Goueslard Fernando Rees   | Gianmaria Bruni Jaime Melo  | résultats |

## Classement écuries
En gras, l'équipe vainqueur du point de bonus pour la pole position et entre parenthèses celui du tour le plus rapide.

### Classement LMP1
| Pos | No  | Équipe                   | Châssis                  | Moteur                               | 1    | 2    | 3    | 4    | 5    | Total |
| --- | --- | ------------------------ | ------------------------ | ------------------------------------ | ---- | ---- | ---- | ---- | ---- | ----- |
| 1   | 4   | Team Oreca Matmut        | Peugeot 908 HDi FAP      | Peugeot HDi 5.5 L Turbo V12 (Diesel) | 21   | 0    | (18) | (10) | (14) | 63    |
| 2   | 008 | Signature-Plus           | Lola-Aston Martin B09/60 | Aston Martin 6.0 L V12               | 16   | 7    | 12   | 12   | 8    | 55    |
| 3   | 12  | Rebellion Racing         | Lola B10/60              | Rebellion 5.5 L V10                  | 14   | 0    | 15   | 14   | 9    | 53    |
| 4   | 7   | Audi Sport Team Joest    | Audi R15+ TDI            | Audi TDI 5.5 L Turbo V10 (Diesel)    | (32) | 12   |      |      | 1    | 45    |
| 5   | 13  | Rebellion Racing         | Lola B10/60              | Rebellion 5.5 L V10                  | 23   | 8    | 9    | 1    | 3    | 44    |
| 6   | 009 | Aston Martin Racing      | Lola-Aston Martin B09/60 | Aston Martin 6.0 L V12               | 28   |      |      |      | 10   | 38    |
| 7   | 5   | Beechdean Mansell        | Ginetta-Zytek GZ09SB     | Zytek ZJ458 4.5 L V8                 | 12   |      |      | 16   | 6    | 36    |
| 8   | 1   | Team Peugeot Total       | Peugeot 908 HDi FAP      | Peugeot HDi 5.5 L Turbo V12 (Diesel) |      | 11   |      |      | 16   | 27    |
| 9   | 8   | Audi Sport Team Joest    | Audi R15+ TDI            | Audi TDI 5.5 L Turbo V10 (Diesel)    |      | 8    |      |      | 13   | 21    |
| 10  | 3   | Team Peugeot Total       | Peugeot 908 HDi FAP      | Peugeot HDi 5.5 L Turbo V12 (Diesel) |      | 18   |      |      |      | 18    |
| 11  | 6   | AIM Team Oreca Matmut    | oreca 01                 | AIM YS5.5 5.5 L V10                  | 17   |      |      |      |      | 17    |
| 12  | 2   | Team Peugeot Total       | Peugeot 908 HDi FAP      | Peugeot HDi 5.5 L Turbo V12 (Diesel) |      | (15) |      |      |      | 15    |
| 13  | 9   | Audi Sport North America | Audi R15+ TDI            | Audi TDI 5.5 L Turbo V10 (Diesel)    |      | 10   |      |      |      | 10    |
| 14  | 11  | Drayson Racing           | Lola B09/60              | Judd GV5.5 S2 5.5 L V10              |      |      |      |      | 7    | 7     |
| 15  | 20  | Team LNT                 | Ginetta-Zytek GZ09S      | Zytek ZJ458 4.5 L V8                 |      |      |      |      | 6    | 6     |
| -   | 007 | Aston Martin Racing      | Lola-Aston Martin B09/60 | Aston Martin 6.0 L V12               |      |      |      |      | 0    | 0     |

### Classement LMP2
| Pos | No | Équipe             | Châssis                | Moteur                 | 1    | 2   | 3   | 4    | 5    | pénalité | Total |
| --- | -- | ------------------ | ---------------------- | ---------------------- | ---- | --- | --- | ---- | ---- | -------- | ----- |
| 1   | 25 | RML                | Lola B08/80            | HPD AL7R 3.4 L V8      | 24   | 15  | 16  | 10   | 10   |          | 75    |
| 2   | 42 | Strakka Racing     | HPD ARX-01c            | HPD AL7R 3.4 L V8      | (33) | (1) | (1) | (17) | (17) |          | 69    |
| 3   | 24 | OAK Racing         | Pescarolo 01           | Judd DB 3.4 L V8       | 19   | 10  | 8   | 10   | 6    |          | 53    |
| 4   | 35 | OAK Racing         | Pescarolo 01           | Judd DB 3.4 L V8       | 27   | 11  | 0   | 5    | 10   | -1       | 52    |
| 5   | 41 | Team Bruichladdich | Ginetta-Zytek GZ09SB/2 | Zytek ZG348 3.4 L V8   | 18   | 0   | 14  | 9    | 5    |          | 46    |
| 6   | 40 | Quifel ASM Team    | Ginetta-Zytek GZ09SB/2 | Zytek ZG348 3.4 L V8   | 0    | 17  | 0   | 13   | 14   |          | 44    |
| 7   | 30 | Racing Box         | Lola B09/80            | Judd DB 3.4 L V8       | 16   | 10  |     | 4    | 9    |          | 39    |
| 8   | 36 | Pegasus Racing     | Courage-Oreca LC75     | AER P07 2.0 L Turbo I4 | 14   | 8   | 12  | 0    | 0    |          | 34    |
| 9   | 39 | KSM                | Lola B08/47            | Judd DB 3.4 L V8       | 12   | 0   |     |      | 5    |          | 17    |
| 10  | 27 | Race Performance   | Radical SR9            | Judd DB 3.4 L V8       | 0    | 8   |     | 5    | 4    |          | 17    |
| 11  | 29 | Racing Box         | Lola B09/80            | Judd DB 3.4 L V8       | 0    |     |     | 8    | 7    |          | 15    |
| 12  | 31 | RLR Msport         | MG-Lola EX265          | AER P07 2.0 L Turbo I4 |      |     |     | 7    | 0    |          | 7     |
| -   | 37 | WR / Salini        | WR LMP2008             | Zytek ZG348 3.4 L V8   | 0    |     |     |      |      |          | 0     |

### Classement FLM
| Pos | No | Équipe                 | 1    | 2   | 3    | 4   | 5    | Total |
| --- | -- | ---------------------- | ---- | --- | ---- | --- | ---- | ----- |
| 1   | 43 | DAMS                   | 22   | 0   | 13   | 15  | 9    | 59    |
| 2   | 47 | Hope Polevision Racing | 18   | 15  | 0    | 11  | 13   | 57    |
| 3   | 45 | Boutsen Energy Racing  | 0    | 13  | 11   | (9) | 8    | 41    |
| 4   | 46 | JMB Racing             | 0    | 11  | 9    | 13  | 7    | 40    |
| 5   | 48 | Hope Polevision Racing | 26   | (1) | 0    |     | (12) | 39    |
| 6   | 49 | Applewood Seven        | (30) | 0   | 1    | 1   |      | 32    |
| 7   | 44 | DAMS                   | 1    |     | (15) | 0   | 15   | 31    |

### Classement GT1
| Pos | No | Équipe                | Châssis                 | Moteur                  | 1    | 2    | 3    | 4    | 5    | Total |
| --- | -- | --------------------- | ----------------------- | ----------------------- | ---- | ---- | ---- | ---- | ---- | ----- |
| 1   | 50 | Larbre Compétition    | Saleen S7-R             | Ford 7.0 L V8           | (33) | 11   | 17   | (18) | (18) | 97    |
| 2   | 66 | Atlas FX-Team FS      | Saleen S7-R             | Ford 7.0 L V8           |      | 9    | (16) | 0    |      | 25    |
| 3   | 70 | Marc VDS Racing Team  | Ford GT1                | Ford 5.3 L V8           |      | 18   |      |      |      | 18    |
| 4   | 60 | Matech Competition    | Ford GT1                | Ford 5.3 L V8           |      | 15   |      |      |      | 15    |
| 5   | 61 | Matech Competition    | Ford GT1                | Ford 5.3 L V8           |      | 13   |      |      |      | 13    |
| 6   | 72 | Luc Alphand Aventures | Chevrolet Corvette C6.R | Corvette LS7.R 7.0 L V8 |      | (10) |      |      |      | 10    |
| -   | 52 | Young Driver AMR      | Aston Martin DBR9       | Aston Martin 6.0 L V12  |      | 0    |      |      |      | 0     |

### Classement GT2
| Pos | No | Équipe                  | Châssis                     | Moteur                | 1    | 2    | 3   | 4   | 5   | Total |
| --- | -- | ----------------------- | --------------------------- | --------------------- | ---- | ---- | --- | --- | --- | ----- |
| 1   | 77 | Team Felbermayr-Proton  | Porsche 911 GT3 RSR (997)   | Porsche 4.0 L Flat-6  | 32   | 17   | 13  | 16  | 9   | 87    |
| 2   | 95 | AF Corse                | Ferrari F430 GTC            | Ferrari 4.0 L V8      | 24   | 13   | 15  | 11  | (3) | 66    |
| 3   | 96 | AF Corse                | Ferrari F430 GTC            | Ferrari 4.0 L V8      | 1    | 16   | 18  | 9   | 15  | 59    |
| 4   | 88 | Team Felbermayr-Proton  | Porsche 911 GT3 RSR (997)   | Porsche 4.0 L Flat-6  | 28   | 7    | 9   | 7   | 4   | 55    |
| 5   | 76 | IMSA Performance Matmut | Porsche 911 GT3 RSR (997)   | Porsche 4.0 L Flat-6  | 14   | 10   | 4   | 12  | 7   | 47    |
| 6   | 91 | CRS Racing              | Ferrari F430 GTC            | Ferrari 4.0 L V8      | 0    | 9    | 7   | 14  | 10  | 40    |
| 7   | 94 | AF Corse                | Ferrari F430 GTC            | Ferrari 4.0 L V8      | 18   | 4    | (7) | (5) | 4   | 38    |
| 8   | 85 | Spyker Squadron         | Spyker C8 Laviolette GT2-R  | Audi 4.0 L V8         | 12   | 8    | 6   | 5   | 7   | 38    |
| 9   | 90 | CRS Racing              | Ferrari F430 GTC            | Ferrari 4.0 L V8      | (20) | 3    | 4   | 3   | 3   | 33    |
| 10  | 92 | JMW Motorsport          | Aston Martin V8 Vantage GT2 | Aston Martin 4.5 L V8 | 0    | 0    | 10  | 8   | 12  | 30    |
| 11  | 78 | BMW Team Schnitzer      | BMW M3 GT2 (E92)            | BMW 4.0 L V8          | 16   | 3    |     |     | 7   | 26    |
| 12  | 75 | Prospeed Competition    | Porsche 911 GT3 RSR (997)   | Porsche 4.0 L Flat-6  | 0    | 6    | 0   | 0   | 13  | 19    |
| 13  | 79 | BMW Team Schnitzer      | BMW M3 GT2 (E92)            | BMW 4.0 L V8          |      | (11) |     |     | 7   | 18    |
| 14  | 89 | Hankook Team Farnbacher | Ferrari F430 GTC            | Ferrari 4.0 L V8      | 0    | 5    | 7   | 4   | 0   | 17    |
| 15  | 86 | Team Felbermayr-Proton  | Porsche 911 GT3 RSR (997)   | Porsche 4.0 L Flat-6  |      |      |     | 4   |     | 4     |
| 16  | 99 | Gulf Team First         | Lamborghini Gallardo LP560  | Lamborghini 5.2 L V10 |      |      |     |     | 4   | 4     |
| 17  | 93 | JWA Racing              | Porsche 911 GT3 RSR (997)   | Porsche 4.0 L Flat-6  |      | 3    |     |     |     | 3     |
| 18  | 98 | Prospeed Competition    | Porsche 911 GT3 RSR (997)   | Porsche 4.0 L Flat-6  |      | 3    |     |     |     | 3     |

## Classement pilotes
Ces classements ne reprennent que les cinq premiers pilotes.

### Classement LMP1
| Pos | Pilote            | Écurie                | 1  | 2  | 3  | 4  | 5  | Total |
| --- | ----------------- | --------------------- | -- | -- | -- | -- | -- | ----- |
| 1   | Stéphane Sarrazin | Team Oreca-Matmut     | 21 |    | 18 | 10 | 14 | 78    |
| 1   | Stéphane Sarrazin | Team Peugeot Total    |    | 15 |    |    |    | 78    |
| 2   | Nicolas Lapierre  | Team Oreca-Matmut     | 21 | 0  | 18 | 10 | 14 | 63    |
| 3   | Rinaldo Capello   | Audi Sport Team Joest | 32 | 12 |    |    | 13 | 57    |
| 4   | Vanina Ickx       | Signature-Plus        | 16 | 7  | 12 | 12 | 8  | 55    |
| 4   | Franck Mailleux   | Signature-Plus        | 16 | 7  | 12 | 12 | 8  | 55    |
| 4   | Pierre Ragues     | Signature-Plus        | 16 | 7  | 12 | 12 | 8  | 55    |

### Classement LMP2
| Pos | Pilote        | Écurie           | 1  | 2  | 3  | 4  | 5  | Total |
| --- | ------------- | ---------------- | -- | -- | -- | -- | -- | ----- |
| 1   | Thomas Erdos  | Ray Mallock Ltd. | 24 | 15 | 16 | 10 | 10 | 75    |
| 1   | Mike Newton   | Ray Mallock Ltd. | 24 | 15 | 16 | 10 | 10 | 75    |
| 3   | Jonny Kane    | Strakka Racing   | 33 | 1  | 1  | 17 | 17 | 69    |
| 3   | Nick Leventis | Strakka Racing   | 33 | 1  | 1  | 17 | 17 | 69    |
| 3   | Danny Watts   | Strakka Racing   | 33 | 1  | 1  | 17 | 17 | 69    |

### Classement FLM
| Pos | Pilote               | Écurie                 | 1  | 2  | 3  | 4  | 5  | Total |
| --- | -------------------- | ---------------------- | -- | -- | -- | -- | -- | ----- |
| 1   | Andrea Barlesi       | DAMS                   | 22 | 0  | 13 | 15 | 9  | 59    |
| 1   | Gary Chalandon       | DAMS                   | 22 | 0  | 13 | 15 | 9  | 59    |
| 3   | Steve Zacchia        | Hope Polevision Racing | 18 | 15 | 0  | 11 | 13 | 57    |
| 4   | Alessandro Cicognani | DAMS                   | 22 | 0  | 0  | 15 | 9  | 46    |
| 5   | Luca Moro            | Hope Polevision Racing | 18 | 15 | 0  | 11 |    | 44    |

### Classement GT1
| Pos | Pilote            | Écurie             | 1  | 2  | 3  | 4  | 5  | Total |
| --- | ----------------- | ------------------ | -- | -- | -- | -- | -- | ----- |
| 1   | Gabriele Gardel   | Larbre Compétition | 33 | 11 | 17 | 18 | 18 | 97    |
| 1   | Patrice Goueslard | Larbre Compétition | 33 | 11 | 17 | 18 | 18 | 97    |
| 3   | Fernando Rees     | Larbre Compétition |    | 11 | 17 | 18 | 18 | 64    |
| 4   | Julien Canal      | Larbre Compétition | 33 |    |    |    |    | 33    |
| 5   | Julien Schroyen   | Atlas FX-Team FS   |    | 9  | 16 |    |    | 25    |
| 5   | Carlo Van Dam     | Atlas FX-Team FS   |    | 9  | 16 | 0  |    | 25    |

### Classement GT2
| Pos | Pilote               | Écurie                 | 1  | 2  | 3  | 4  | 5 | Total |
| --- | -------------------- | ---------------------- | -- | -- | -- | -- | - | ----- |
| 1   | Marc Lieb            | Team Felbermayr-Proton | 32 | 17 | 13 | 16 | 9 | 87    |
| 1   | Richard Lietz        | Team Felbermayr-Proton | 32 | 17 | 13 | 16 | 9 | 87    |
| 3   | Jean Alesi           | AF Corse               | 24 | 13 | 15 | 11 | 3 | 66    |
| 3   | Giancarlo Fisichella | AF Corse               | 24 | 13 | 15 | 11 | 3 | 66    |
| 3   | Toni Vilander        | AF Corse               | 24 | 13 | 15 | 11 | 3 | 66    |